# Funki Porcini
Funki Porcini  az angol James Braddell DJ és zenész művészneve.
Zenéje  Downtempo, Breakbeat,  Jazz,  Hip Hop, Drum and bass, sampling elemeket ötvöz.
Tíz éven át Olaszországban dolgozott, ahol filmzenéket készített.
Ezután visszatért Angliába és leszerződött a Ninja Tune független lemezkiadónál. Saját stúdiója is van, ez a 'The Uterus Goldmine'. Eddig négy albumot adott ki.

## Lemezek
- Hed Phone Sex (May 1995, Cat. no: ZENCD017)
- Love, Pussycats and Carwrecks (June 1996, Cat. no: ZENCD023)
- Let's See What Carmen Can Do EP (April 1997, Cat. no: ZENCDS050)
- The Ultimately Empty Million Pounds (March 1999, Cat. no: ZENCD040)
- Fast Asleep (29 July, 2002, Cat. no: ZENCD057)